# Philipp I. Kämmerer von Worms
Philipp I. Kämmerer von Worms zu Herrnsheim (* 28. August 1428 in Oppenheim; † 3. Mai 1492, bestattet in St. Peter in Herrnsheim) war der Gründer der Linie der Kämmerer von Worms zu Herrnsheim.

## Herkunft und Familie
Philipp I. war der zweite Sohn von Johann XVII. Kämmerer von Worms, der ab 1390 erwähnt wird und am 2. Juli 1431 in der Schlacht von Bulgnéville fiel. Er war der Bruder des kurpfälzischen Hofmarschalls Wolfgang III. Kämmerer von Worms, genannt von Dalberg, († 1476), beide die Enkel des Kurpfälzer Hofmeisters Johann XI. Kämmerer von Worms († 1415). Die Mutter von Philipp I. war Anna, Tochter von Hans und Guitgin von Helmstatt, die am 10. Juni 1466 starb und in Oppenheim beigesetzt wurde.
Philipp I. heiratete am 29. August 1453 Philipp I. Kämmerer von Worms Bärbel von Flersheim (* um 1435, † 13. Dezember 1483, bestattet in St. Peter in Herrnsheim), Tochter von Friedrich von Flersheim und Margareta von Randeck und war damit Tante des späteren Speyerer Bischofs Philipp von Flersheim. Aus ihrer Ehe mit Philipp I. gingen hervor:
1. Guda[8], Priorin des Klosters Maria Himmelskron[Anm. 2] in Hochheim (heute: Worms).[9]
2. Wolfgang V. (* 1469 oder 1470, † 24. Februar 1549[Anm. 3]), bestattet in Herrnsheim. Er war seit 1539 Amtmann in Oppenheim. Am 25. Mai 1495[10] heiratete er Elisabeth, Tochter von Eberhard und Lise Vatzer von Geispitzheim. Sie starb am 24. August 1534 und wurde in Herrnsheim bestattet.[11]
3. Margareta († 2. November 1518[Anm. 4]) heiratete am 4. September 1475[12] Georg III. von Rechberg zu Staufeneck († 6. November 1527). Die Mitgift betrug 2.000 Gulden, die Widerlage hatte die gleiche Höhe.[13]
4. Johann XXII. Kämmerer von Worms[Anm. 5] (* 1454[14], † 22. Oktober 1531, bestattet in der Kirche St. Martin in Sankt Martin in der Pfalz) heiratete 1484[15] Katharina, Tochter von Hans und Katharina von Cronberg. Sie starb am 22. Juli 1510 und wurde ebenfalls in der Kirche St. Martin in Sankt Martin in der Pfalz beigesetzt. Das prächtige Epitaph der beiden ist dort erhalten.
5. Barbara wird ab 1464 genannt und ist 1535 verstorben. Sie war seit 1469 die Priorin des Klosters Marienberg bei Boppard.[16]
6. Agnes heiratete Burkard IX. Sturmfeder von Oppenweiler.[17]
7. Anna wurde 1469 Nonne im Kloster Marienberg bei Boppard.[18]
8. Philipp II. lebte von etwa 1460 bis 1470 und starb noch als Kind. Bestattet wurde er in Herrnsheim.[19]

Weitere Verwandtschaft
Die drei Brüder Johann XX. von Dalberg, als Johann III. Bischof von Worms, Friedrich VI. von Dalberg, Bürgermeister von Oppenheim, und Wolfgang VI. von Dalberg (1473–1522), Amtmann in Oppenheim waren Cousins von Philipp I.

## Wirken
Philipp I. war Rat des Bischofs von Speyer und Burgmann in Oppenheim. Zusammen mit seinem Bruder Wolfgang III. Kämmerer von Worms, genannt von Dalberg, und den Mitgliedern einer weiteren Seitenlinie der Familie war er zunächst Teilbesitzer des Dorfes und der Burg Herrnsheim. Als die Seitenlinie mit Adam Kämmerer von Worms († 6. Dezember 1463) ausstarb und er mit seinem Bruder Wolfgang den Besitz der Familie neu aufteilte, wurde er Alleinherr in Herrnsheim. Er und seine Nachkommen machten Herrnsheim zu ihrer Residenz und nannten sich nach diesem Ort.
Er baute dafür die bestehende Burg aus. In dieser Zeit entstand auch die Fleckenmauer von Herrnsheim. Auch die romanische Dorfkirche des Ortes, St. Peter, wurde unter ihm – auch als Grablege für die Familie – in gotischem Stil durch Jakob von Landshut modernisiert. Dort wurden Philipp I. und seine Frau Bärbel bestattet. Die spätgotischen Epitaphien beider Eheleute sind erhalten.
Philipp I. war Burgmann in Oppenheim und er besaß als Lehen vom Hochstift Speyer die Kropsburg mit einem Adelshof in Sankt Martin (heute: Alte Kellerei), dortige Zehntrechte und Ländereien.